# Bernhard Baier (Schauspieler)
Bernhard Baier (* 2. März 1943 in Bautzen; † 1. August 2021) war ein deutscher Schauspieler.

## Leben und Wirken
Bernhard Baier absolvierte eine Schauspielausbildung an der Staatlichen Schauspielschule Berlin. Anschließend war er bis 1971 am Berliner Ensemble engagiert, danach spielte er in Halle und am Städtischen Theater Karl-Marx-Stadt, wo er 1978 in Der kaukasische Kreidekreis von Bertolt Brecht und Hanns Eisler unter der Regie von Hartwig Albiro spielte.
1984 reiste er in die Bundesrepublik Deutschland aus. Er spielte an den Städtischen Bühnen Osnabrück, am Schauspiel Köln, am Volkstheater Wien, am Bayerischen Staatsschauspiel und ab 1993 im festen Engagement am Schauspiel Stuttgart.
Bernhard Baier spielte Rollen in Filmen und Fernsehserien und arbeitete als Synchronsprecher und als Hörspielsprecher. Er war mit der Sopranistin Nannita Peschke verheiratet. 

## Filmografie
Darsteller
- 1977: Schach von Wuthenow (Fernsehfilm)
- 1978: Ein Zimmer mit Ausblick (Fernsehserie)
- 1980: Früher Sommer (Fernsehfilm)
- 1981: Der Staatsanwalt hat das Wort – Das zweite Gesicht (Fernsehserie)
- 1988: Der Krähenbaum
- 1992: Der Alte – Der dritte Versuch (Fernsehserie)
- 1992: Derrick – Die Frau des Mörders (Fernsehserie)
- 1993: Derrick – Nach acht langen Jahren (Fernsehserie)
- 2006: Das wahre Leben

Synchronisation
- 1977: Der Aufstieg des Paten: Michele Placido (Michele Labruzzo)
- 1980: Der Vater der Königin: Jan Englert (Chevalier de Charentes)
- 1980: Der Meister von Bojana: Petar Despotow (Ilija)
- 1981: Der Weg zurück (1960): Alberto Sordi (Alberto)
- 1982: Die Ballade vom tapferen Ritter Ivanhoe: Romualds Ancans (Richard Löwenherz)
- 1982: Liebe, Liebe usw. (1970): Terry Scott (Terrence Philpot)
- 1984: Das Todeslied von Laramie (1967): Eduardo Fajardo (Tily)
- 1989: Die Verlobten: José Quaglio (Provenzial)

## Hörspiele
- 2008: Ein Schmarotzer weniger  von -ky, Westdeutscher Rundfunk Köln. Audiobuch Freiburg i. Br., ISBN 978-3-89964-318-3.
- 2010: Das Geisterhaus nach Isabel Allende von Walter Adler, Südwestrundfunk. Der Hörverlag, München, ISBN 978-3-86717-563-0.
- 2013: Der Erste Weltkrieg von Wolfram Wessels. Südwestrundfunk. Audiobuch Freiburg i. Br., ISBN 978-3-89964-484-5.

## Hörfunk
- 2009: Thomas Gaevert: Wie kannst du mit dieser Vergangenheit leben? – RAF-Aussteiger in der DDR. Hörfunk-Feature. SWR2[4]